# Distribuerede beregninger
Distribuerede beregninger (eng. distributed computing) er et net (eng. grid) af almindelige (hjemme-) computere forbundet via et datanet (internettet) og ikke en databus, som konventionelle fler-processor-computere benytter til informationsudveksling. Formålet er ideelt set at anvende alle computernes ledige processorkraft til beregninger.

## Eksterne adresser
- Google: Distributed Computing Arkiveret 10. august 2003 hos  Wayback Machine
- nsfyn.dk: Brian Vinter: The Grid – Internettets afløser Arkiveret 12. februar 2004 hos  Wayback Machine Citat: "...'The Grid' er opkaldt i analogi til det almindelige elektricitetsnet. Ideen bag 'The Grid' er at gøre tilgangen til informationsresurser lige så simpel som tilgangen til elektricitet...Det ultimative mål med 'The Grid' er, at betragte alle computere og deres tilbehør som en stor computer..."
- DIKU: Cluster og grid computing -- Kursus 022025/314 Arkiveret 4. juli 2003 hos  Wayback Machine
- Computerworld, 25. jul. 2003, Millioner til dansk forskning i Grid Arkiveret 30. august 2005 hos  Wayback Machine
- Computerworld, 14. aug. 2002, Ny supercomputer på DTU Arkiveret 18. august 2005 hos  Wayback Machine
- Computerworld, 3. juli. 2002, Studerende bygger supercomputer Arkiveret 15. marts 2005 hos  Wayback Machine
- Computerworld, 1. maj. 2002, Grid-forskningen får flere muskler Arkiveret 19. august 2005 hos  Wayback Machine
- BBCNews, 2 May, 2002, Grid helps science go sky-high Arkiveret 4. juni 2002 hos  Wayback Machine

### Praktiske implementationer
- BOINC
- Distributed.net
- Great Internet Mersenne Prime Search
- SETI@home: Search for Extraterrestrial Intelligence at home Arkiveret 15. december 2018 hos  Wayback Machine
- LHC (Large Hadron Collider) Computing Grid Project Arkiveret 19. august 2006 hos  Wayback Machine Citat: "...The computational requirements of the experiments that will use the LHC are enormous: 12-14 PetaBytes of data will be generated each year, the equivalent of more than 20 million CDs. Analysing this will require the equivalent of 70,000 of today's fastest PC processors..."
- PCWorld, 13. dec. 2002, Dansk firma bag peer-to-peer mini-grids Arkiveret 16. september 2003 hos  Wayback Machine
- The SDU supercluster Arkiveret 18. juni 2003 hos  Wayback Machine
- Berkeley: "... The Berkeley Network of Workstations (NOW) project seeks to harness the power of clustered machines connected via high-speed switched networks..." Arkiveret 28. juli 2003 hos  Wayback Machine
- Stanford: Project Goals: solving the protein folding problem Arkiveret 1. august 2003 hos  Wayback Machine, protein foldingsfilm Arkiveret 3. august 2003 hos  Wayback Machine
- Screen Savers Which Use A Computer's Idle Time To Perform Scientific Data Processing Arkiveret 2. maj 2003 hos  Wayback Machine
- Scientific Computing Associates: Linda(R) Arkiveret 12. august 2003 hos  Wayback Machine, Scientific's Linda(R) Now Available for Mac OS X Arkiveret 2. august 2003 hos  Wayback Machine
- The Mozart Programming System Arkiveret 5. december 2012 hos  hos Archive.is
- The ChessBrain Network Arkiveret 1. januar 2019 hos  Wayback Machine ChessBrain is a virtual chess supercomputer using the processing power of Internet connected machines.